# Lhotka (kraj ołomuniecki)
Lhotka – miejscowość i gmina (obec) w Czechach, w kraju ołomunieckim, w powiecie Przerów. W 2022 roku liczyła 76 mieszkańców.